# Fusuconcharium
Fusuconcharium làm một chi tuyệt chủng  của ngành Lobopodia.